# منتخب تشيلي لكأس فيد
منتخب تشيلي لكأس فيد (بالإسبانية: Equipo de Fed Cup de Chile)‏ هو ممثل تشيلي الرسمي في كرة المضرب في كأس فيد.